# Atilina Segura
Atila Segura Rodríguez (El Paso, 4 de noviembre de 1935), conocida como Atilina Segura, es una funambulista española, considerada la única mujer de su tiempo en realizar el salto mortal hacia atrás en el alambre. En 2010 fue reconocida con la Medalla de Oro al Mérito en las Bellas Artes.

## Trayectoria
Nació en la localidad canaria de El Paso, en la isla de La Palma, en 1935. Debutó en el mundo del circo a los 8 años realizando diversos números, especializándose finalmente en el alambre. Su primer nombre artístico fue Tina Zelanova, la Reina del funambulismo. Pertenece a la extensa saga familiar circense de Los Segura, iniciada por su abuelo José Segura.
Desarrolló su carrera en diferentes circos a lo largo distintos países, como el Ringling Bros and Barnum & Barley Circus en Estados Unidos, el Olimpia de Londres, el Royal Repensky de Cuba o el Circo Price en Madrid. Se retiró en 1971, tras una actuación que realizó en el Circo Liana Orfei en Bolonia.
Llegó a convertirse en la única mujer en realizar el salto mortal hacia atrás en alambre.

### La saga de los Segura
Es hija del payaso, trapecista y acróbata Arturo Segura, fundador del Circo Segura y de la artista de circo Rosario Rodríguez. Además, es hermana de la trapecista Rosa Mari Segura y del acróbata funambulista y empresario de circo Arturo Segura. Es sobrina de la trapecista Pinito del Oro, prima de la trapecista Carmen del Teide, y madre de los funambulistas Los Segura.

## Reconocimientos
En 1958, fue reconocida, junto al resto de la Familia Segura, con el antiguo Premio Nacional de Circo. En 2010, el Ministerio de Cultura y Deporte le otorgó la Medalla de Oro al Mérito en las Bellas Artes en la modalidad de Circo.